# Speltgryn
Speltgryn er de knækkede, men ikke formalede kerner af den primitive hvede, Spelt. Grynene indeholder alle dele af kernerne, deriblandt kim- og skaldele. Dette gør, at indholdet af vitaminer og intakte aminosyrer er højt. Speltgryn eller knækket spelt indgår som bestanddel i flere grødblandinger.